# Fabrizio Vassalli
Fabrizio Vassalli (Roma, 1908 – Roma, 24 maggio 1944) è stato un ufficiale, agente segreto e partigiano italiano, giustiziato a Forte Bravetta e medaglia d’oro al Valor militare, cugino di Giuliano Vassalli.

## Biografia
Studente universitario di scienze economiche e commerciali nell'Università di Roma, prestò servizio militare a Livorno quale sottotenente nel 7º Reggimento di artiglieria pesante da campagna. Laureatosi nel 1933, fu assunto presso l'Azienda Minerali Metallici e impiegato nel ramo commerciale. Nel settembre del 1939 fu richiamato, con il grado di tenente e destinato al XIII Corpo d’Armata, di stanza in Sardegna, dove rimase fino al dicembre del 1941. Promosso capitano, rientrò per breve tempo a Roma, per essere destinato all’isola di Saseno, al comando di una batteria contraerei e contronave.
Quando fu proclamato l'armistizio, per evitare di finire in mano ai tedeschi, lasciò il reparto e raggiunse Brindisi, dove si mise a disposizione dei Servizi Informativi del comando militare dipendente dal Maresciallo Badoglio. Meno di un mese dopo, si offrì volontario per una missione rischiosa: il 4 ottobre 1943 passò le linee e raggiunse a Roma il colonnello Cordero Lanza di Montezemolo per stabilire i collegamenti con il quartier generale alleato. Creò un nucleo organizzativo di spionaggio e sabotaggio, operando clandestinamente per cinque mesi, con il nome in codice Franco Valenti, in contatto con la rete informativa segreta di Franco Malfatti e l’organizzazione militare partigiana socialista (Brigate Matteotti), guidata da suo cugino Giuliano Vassalli.
Il 13 marzo 1944, Fabrizio Vassalli fu arrestato nel centro di informazioni di Via del Babuino con il pittore Giordano Bruno Ferrari e rinchiuso in via Tasso. Per due mesi i tedeschi lo sottoposero ad atroci torture, senza ottenere alcuna informazione. Nel frattempo, le SS arrestarono e rinchiusero in Via Tasso anche Amelia Vittucci, moglie di Vassalli, insieme all'ufficiale Salvatore Grasso, all'elettromeccanico Corrado Vinci, al radiotelegrafista Pietro Bergamini, Bice Bertini e Jolanda Gatti, moglie di Vinci e incinta di sette mesi.
Tutti i patrioti furono sottoposti ad un sommario processo, che si concluse con la condanna a morte. Le tre donne riuscirono a salvarsi per il sopraggiungere a Roma degli Alleati. Vassalli, Ferrari, Grasso, Vinci e Bergamini, invece, furono fucilati, il 24 maggio 1944, sugli spalti di Forte Bravetta.